# Neohermes matheri
Neohermes matheri is een insect uit de familie Corydalidae, die tot de orde grootvleugeligen (Megaloptera) behoort. De soort komt voor in het zuidoosten van de Verenigde Staten.